# Jim Humble
Jim Humble (auch „Bishop James Vern Humble“) (* 27. Dezember 1933 in Mobile, Alabama) ist ein US-amerikanischer Geschäftsmann, angeblicher Wunderheiler, Autor und Verschwörungstheoretiker. Bekannt ist er vor allem als Initiator des angeblichen Wunderheilmittels MMS (eigentlich Bleichmittel auf Chlordioxidbasis) und Gründer der Gruppierung Genesis II.
2016 lebte Humble in Guadalajara in Mexiko, nachdem er zuvor einige Jahre in der Dominikanischen Republik gelebt hatte.
Humble war zweimal verheiratet. Er hat zwei Söhne und eine Tochter. Seine Tochter Paris Humble-Chavez ist aktive Scientologin und verbreitete ein Audio-Buch ihres Vaters über das angebliche Wunderheilmittel MMS.

## Selbstdarstellung
Laut eigenen Aussagen arbeitete Humble in den 1950er-Jahren in einem Bioladen in Los Angeles; danach ging er für 20 Jahre in die Luft- und Raumfahrtindustrie und war 40 Jahre lang Goldgräber. Er behauptet, viele erfolgreiche Produkte erfunden zu haben, beispielsweise den ersten automatischen Garagentoröffner, einen neuen Hubschrauber und eine alchemistische Methode zur Senkung der Atomstrahlung auf Null.

## Weltanschauung
Humble behauptet, einer von fünf außerirdischen milliardenalten Götter der Andromedagalaxie zu sein. Gemäß Humble habe er eine „Weltraumnavy“ (space navy) gefragt, ob er auf die Erde dürfe, um der Menschheit zu helfen. Er erzählt viele Geschichten über Aliens, die ihm ein geheimes Wissen implantiert haben sollen.
Laut Humble gibt es fünf außerirdische Zivilisationen, die die Erde als Gefängnis benutzen. Die Raumstationen gehören ihnen, um alles zu überwachen. Nach dem Tod werden die Gefangenen mittels eines Implantats zurück auf die Erde geschickt, wo sie krank gehalten werden. Humbles angebliches Heilmittel MMS sollte die Kranken aus diesem Gefängnis befreien. Er beschäftigt sich auch mit solchen okkulten Heilmethoden wie dem animalischen Magnetismus.

## Gruppierung Genesis II
Humble war fünfundzwanzig Jahre lang Mitglied der Scientology (ca. 1956–1981). 2010 gründete er die Sekte Genesis II, Church of Health & Healing („Zweite Schöpfung, Kirche für Gesundheit und Heilung“) und bezeichnete sich seitdem als „Erzbischof James Vern Humble“. Später überließ er die Leitung dem Mitbegründer Mark Grenon, der im Jahr 2020 im Zusammenhang mit dem Verkauf von Genesis-Produkten verhaftet wurde.
Genesis bietet den Kauf von Pseudo-Titeln an. Für einen bestimmten Geldbetrag soll jeder im Zusammenhang mit einem MMS-Kurs ein sogenannter „Minister of Health“ werden und anschließend hinter seinem Namen „MH“ (Minister of Health) setzen dürfen. Die Mitglieder von Genesis sollten zusätzlich vor ihrem Namen „Rev“ anfügen dürfen (für Priester; englisch reverend). Wer nach dem MMS-Kurs einige Tage lang die Menschen der Dritten Welt mit Produkten von Genesis behandelt, dürfe angeblich „Dr.“ (Doktortitel) vor dem Namen oder „Doctor of MMS“ hinter dem Namen führen.

## Initiator von MMS
Humble ersann für eine chlordioxidhaltige Lösung den Namen Miracle Mineral Supplement (MMS), wodurch es als vermeintliches Wundermittel ausgewiesen wird, das auf Humbles Homepage als angebliches Heilmittel gegen zahlreiche Krankheiten beworben wird.
1996 will er nach eigenen Angaben auf seiner Website als Goldgräber in den tropischen Regenwäldern Südamerikas unterwegs gewesen sein. Im Dschungel von Guyana heilte er angeblich mit einem Wasseraufreinigungsmittel auf Natriumchlorit-Basis einige Männer von Malaria. Als seine weiteren Behandlungen verboten wurden, ging er in die USA zurück, wo er mit ätzenden Chlordioxidlösungen experimentierte, die er Mitte der 2000er-Jahre als „MMS“ vermarktete: Miracle Mineral Supplement oder Solution – deutsch „Wunder-Mineralergänzung“. Humble weitete das Heilsversprechen später auf alle bekannten Krankheiten aus.

## In Deutschland
Das Internetportal Spirit of Health und die gleichnamige Zeitschrift für den deutschsprachigen MMS-Markt werden vom Humble Verlag in Roermond (Niederlande) bedient. Der Verlag organisiert die jährliche Konferenz „Spirit of Health“, auf der das Wunderheilmittel MMS beworben wird.
Zu den wichtigsten Werbern und Vermarktern von MMS in Deutschland gehören der Autor und angebliche Wunderheiler Andreas Ludwig Kalcker, der Verlagschef und Autor Leo Koehof (1958–2019) und der angebliche Wunderheiler Bernd Klein alias Leonard Coldwell. Nach Recherchen des RBB empfahl Kalcker bei einem kostenpflichtigen „Beratungsgespräch“ einer vermeintlichen Darmkrebspatientin eine Hinhaltetaktik, um eine Operation hinauszuzögern und stattdessen die Krankheit mit MMS zu behandeln. Die Staatsanwaltschaft in Argentinien ermittelte gegen Kalcker, nachdem von Vergiftungen und sogar Todesfällen nach Einnahme der Chlorbleiche berichtet wurden.

## Veröffentlichungen
- Jim Humble: MMS – Der Durchbruch. Ein einfaches Mineralpräparat wirkt wahre Wunder bei Malaria, Aids und vielen anderen Krankheiten. Kopp Verlag, ISBN 978-3-9814098-7-1, 210 Seiten.
- Jim Humble: MMS klinisch getestet. Jim Humble Verlag, ISBN 978-90-8879-072-0.

## Belege
1. ↑  Craig Malisow: Here's Why Authorities Want to Stop the Sale of Jim Humble’s Miracle Cure. In: houstonpress.com. 1. November 2016, abgerufen am 21. Mai 2021.
2. 1 2 3  Kritik der okkulten Heilkunde: Jim Humble, MMS. In: avineos.com/. Abgerufen am 23. August 2022.
3. ↑  Science Cops: Akte MMS: Die Lügen vom heilenden Chlor-Bleichmittel. In: WDR/Quarks. 14. Oktober 2021, abgerufen am 1. Januar 2022 (ab 04:50).
4. ↑  Oleg Merkel: Erkrankt an Gesundheit. 3.1. Lebenslauf. Abgerufen am 2. November 2017.
5. ↑  Jim Humble: Jim Humble’s Response to ABC. In: mmsnews.is. 1. November 2016, archiviert vom Original; abgerufen am 23. August 2022 (englisch).
6. ↑  Mark Grenon: MMS Seminar in Argentina. 1. November 2016, archiviert vom Original am 27. August 2017; abgerufen am 22. August 2022 (englisch).
7. ↑  Dirección de Comunicaciones Fiscalía General de la Nación: Capturados padre e hijo señalados de vender una sustancia tóxica como una supuesta ‘pócima milagrosa’ para tratar el Covid – 19 y enfermedades de alto costo. Fiscalía General de la Nación, abgerufen am 23. August 2022 (spanisch).
8. ↑  Jim Humble: Technical Bulletin – CDS and The Blood. 13. Februar 2012, archiviert vom Original am 11. Mai 2016; abgerufen am 23. August 2022.
9. ↑  Jim Humble: Jim Humble. Another Miracle, Autistic children healed. 2010, archiviert vom Original am 7. Mai 2015; abgerufen am 23. August 2022 (englisch).
10. ↑  Cindy Galli, Randy Kreider, Lisa Bartley, Brian Ross: Shameless: The High Priests of Snake Oil Offer Miracle Cures. ABC News, 28. Oktober 2016, abgerufen am 23. August 2022 (englisch).
11. ↑  Mark Grenon: Come to our 50th Genesis II Church Seminar in Holland. 24. Oktober 2015, archiviert vom Original am 21. November 2017; abgerufen am 23. August 2022.
12. ↑  Ryan Felton: Why Did It Take a Pandemic for the FDA to Crack Down on a Bogus Bleach 'Miracle' Cure?, consumerreports.org, 8. Juli 2020
13. ↑  Science Cops: Akte MMS: Die Lügen vom heilenden Chlor-Bleichmittel. In: WDR/Quarks. 14. Oktober 2021, abgerufen am 1. Januar 2022 (ab 06:50).
14. ↑  Spirit of Health Kongress 2015. Spirit of Health, abgerufen am 13. November 2016.
15. ↑  Caroline Walter, Christoph Rosenthal: Ätzende Alternativmedizin – Angebliche Wundermittel gefährden Patienten. TV-Magazin Kontraste des RBB, 5. Juni 2014.
16. ↑  Sigrid März: Tödlicher Schwindel mit Chlordioxid: Anklage gegen Andreas Kalcker erhoben. In: MedWatch. 9. September 2021, abgerufen am 1. Januar 2022.

| Personendaten    | Personendaten                                                                                 |
| ---------------- | --------------------------------------------------------------------------------------------- |
| NAME             | Humble, Jim                                                                                   |
| KURZBESCHREIBUNG | US-amerikanischer Geschäftsmann, angeblicher Wunderheiler, Autor und Verschwörungstheoretiker |
| GEBURTSDATUM     | 27. Dezember 1933                                                                             |
| GEBURTSORT       | Mobile, Alabama                                                                               |